# Grandes halles de Hunyadi tér
Les Grandes halles de Hunyadi tér (en hongrois : Hunyadi téri nagycsarnok) sont un marché couvert situé dans le quartier de Terézváros du 6e arrondissement de Budapest.
En face des halles, la place Hunyadi (Hunyadi tér) est un parc rénové en 2013. L'entrée principale des halles est sur la place, près du croisement de la rue Csengery et de la rue Szófia.

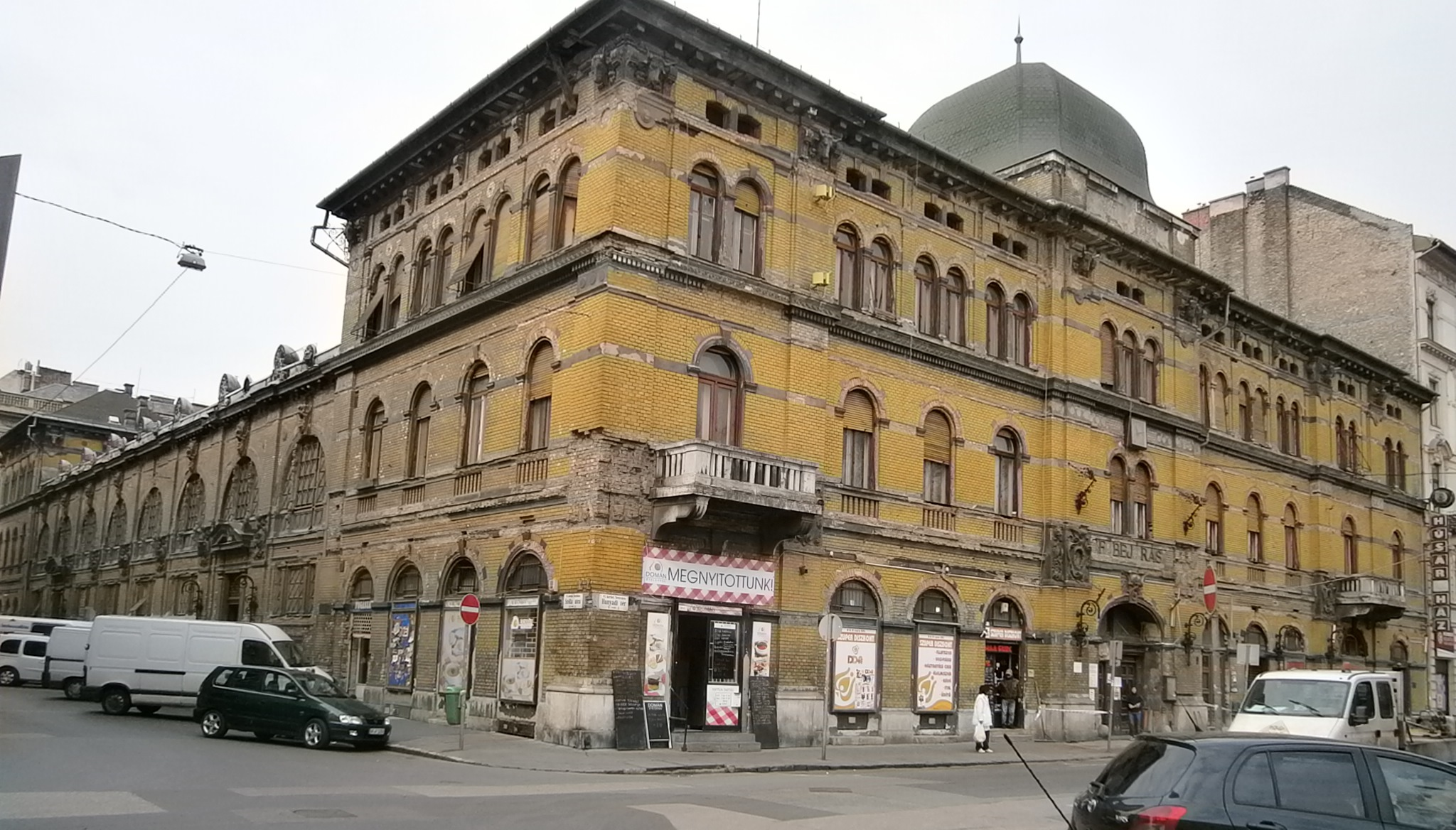
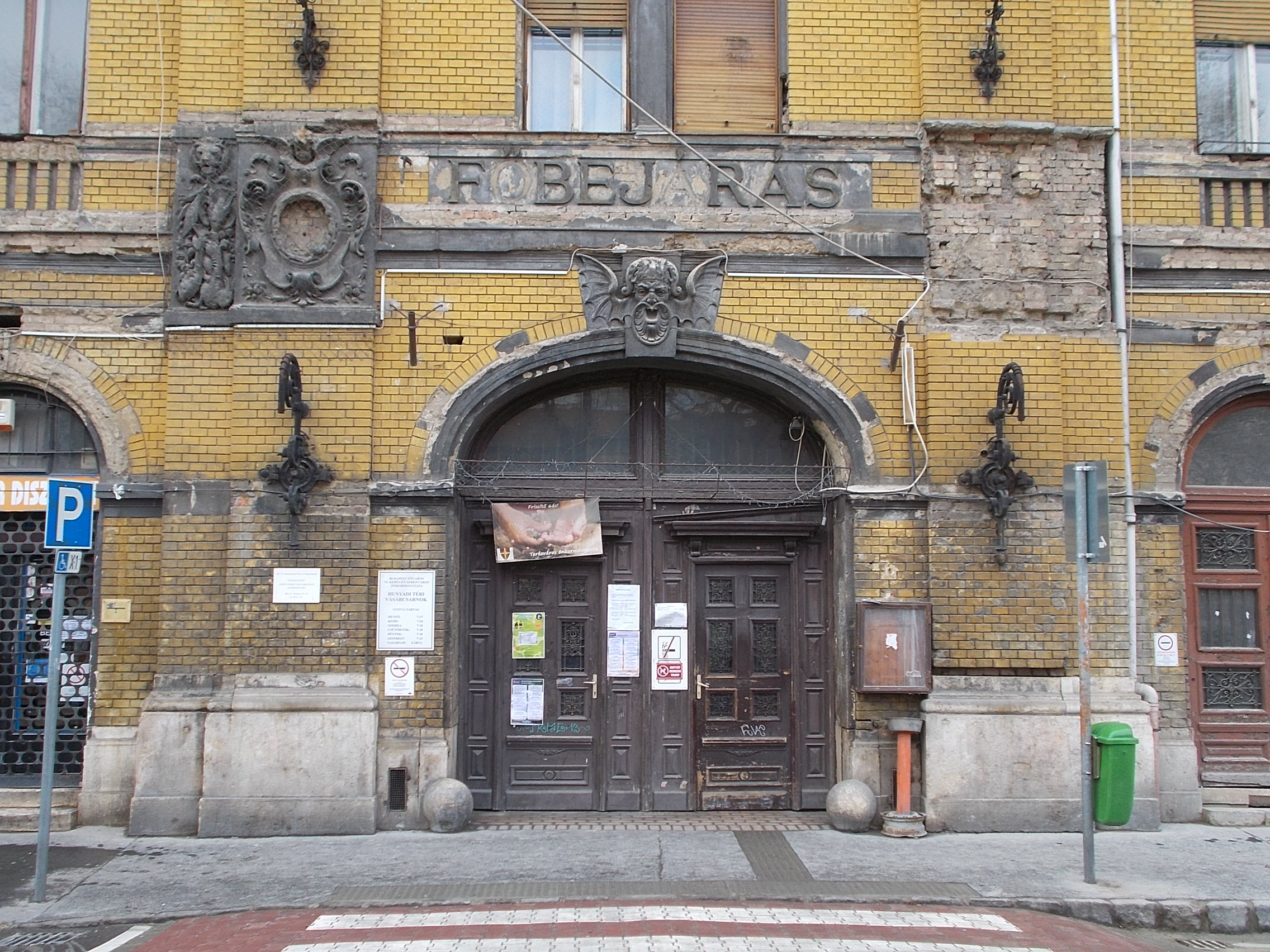
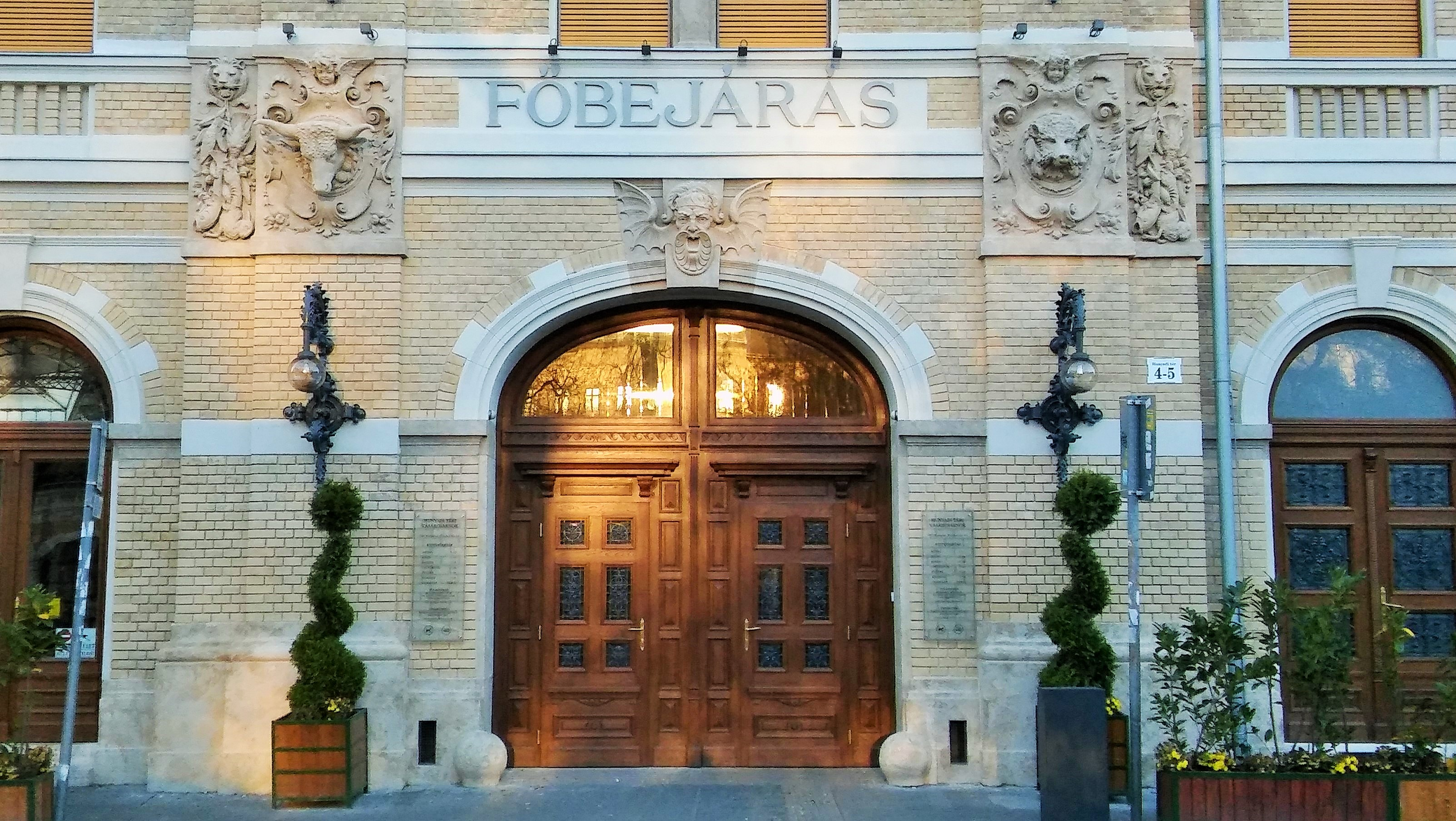
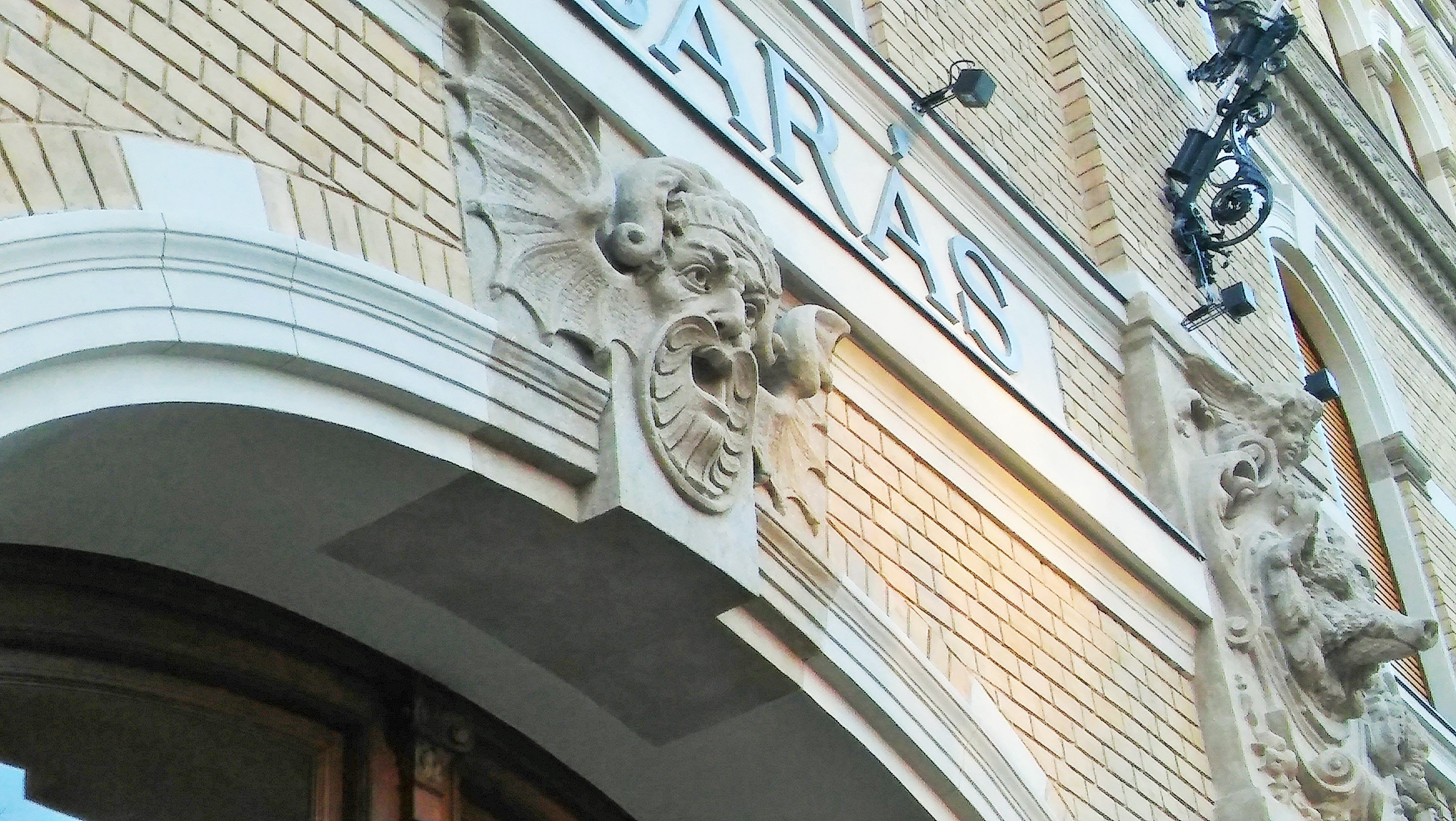
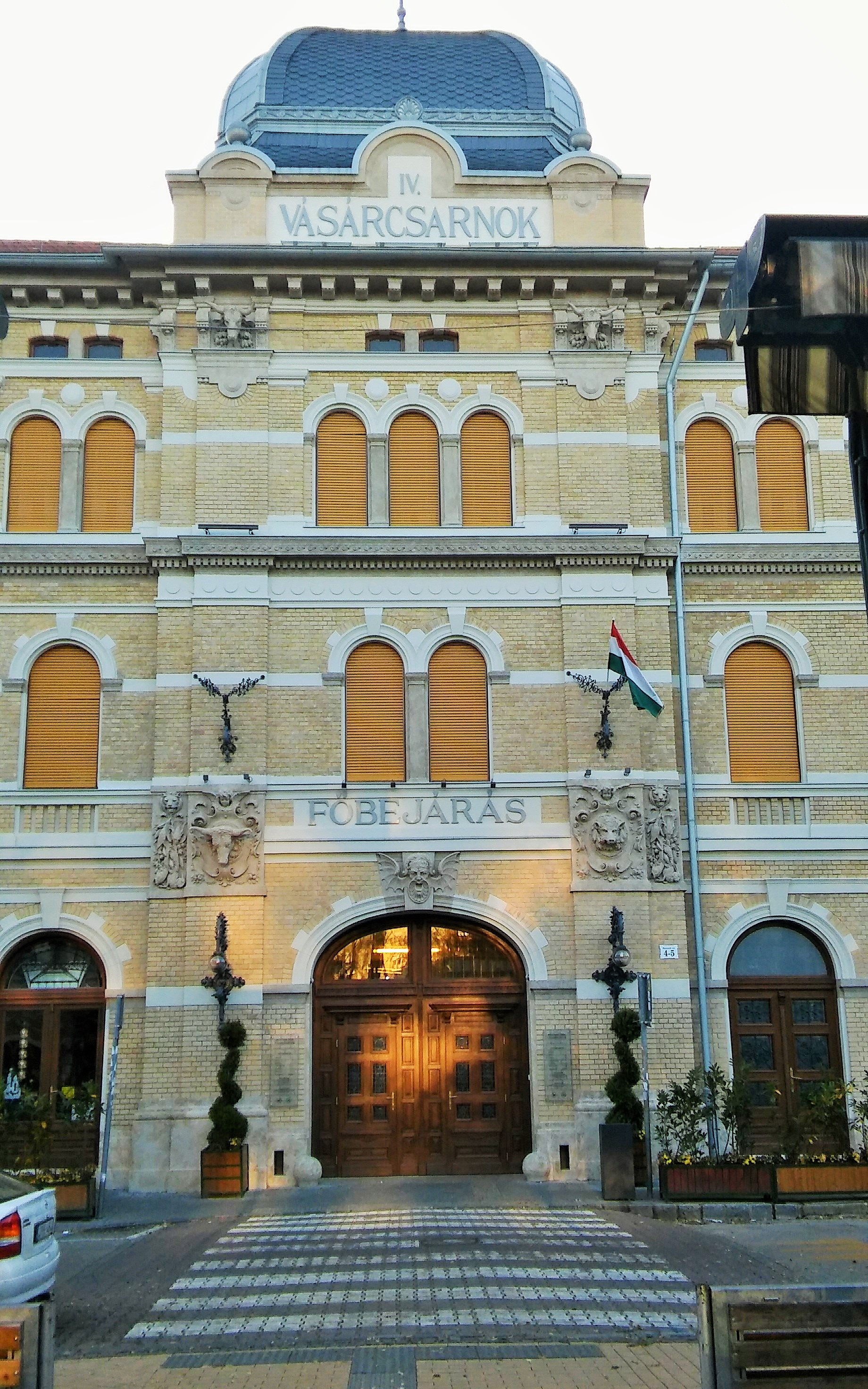
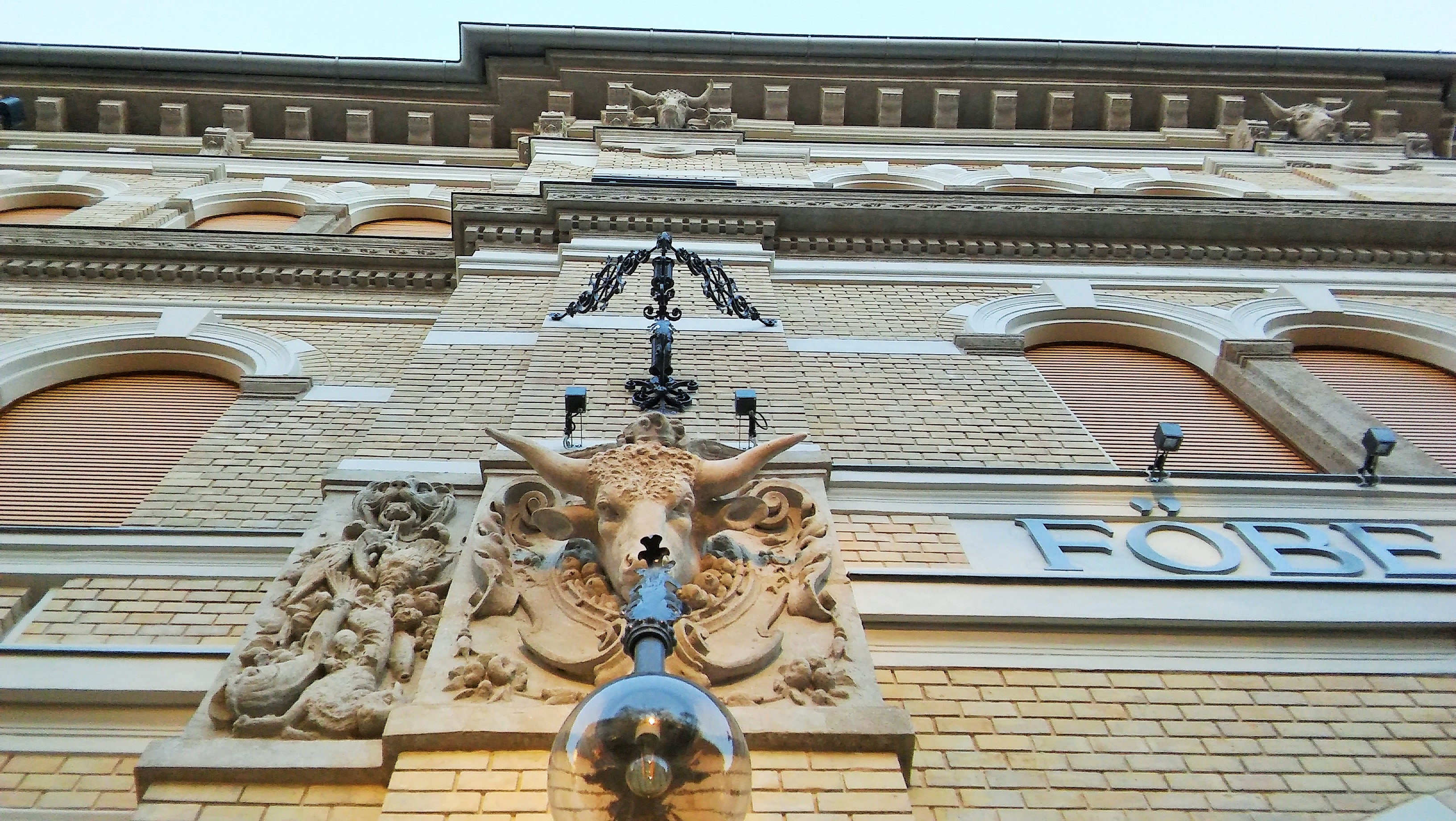
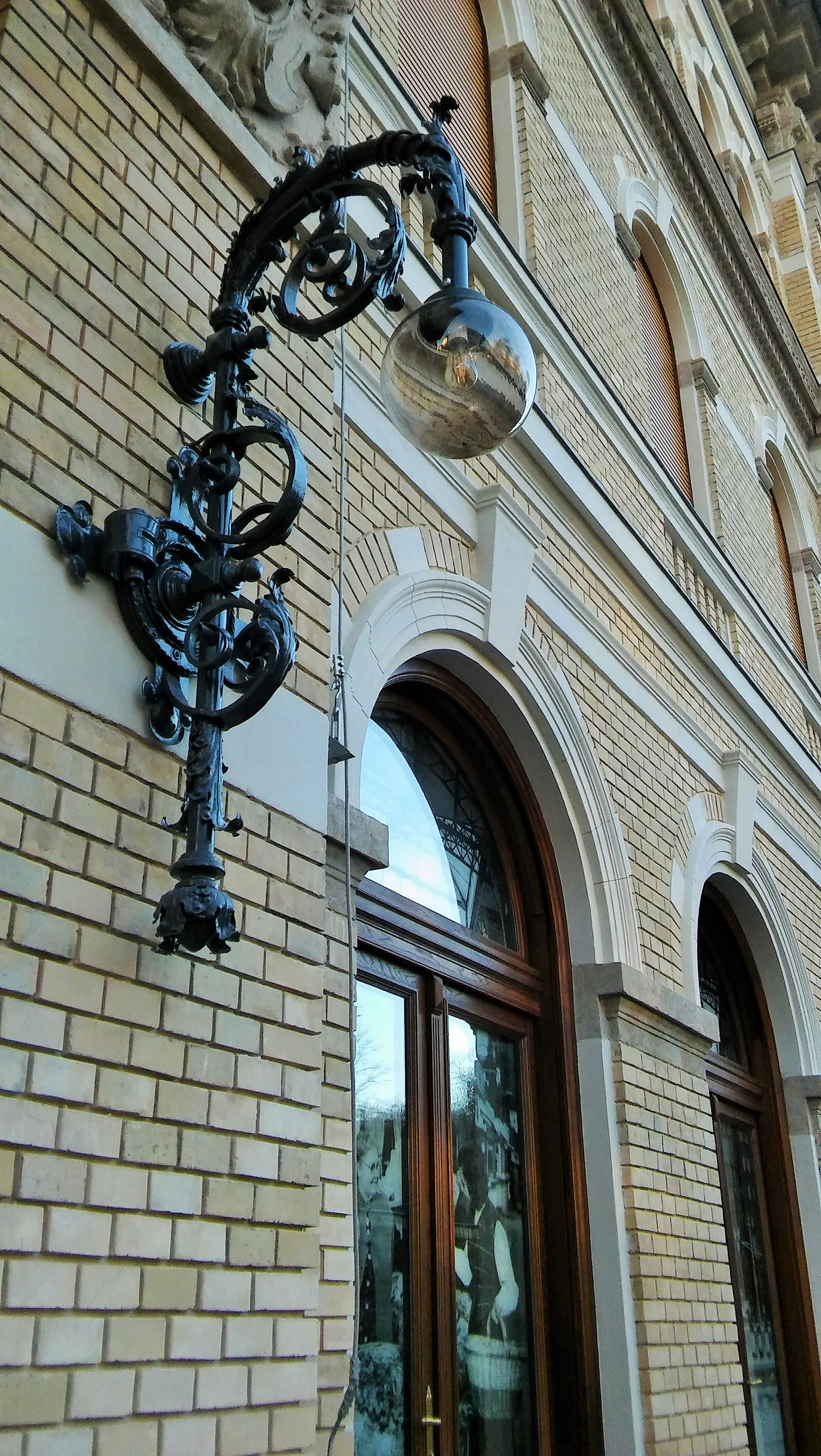
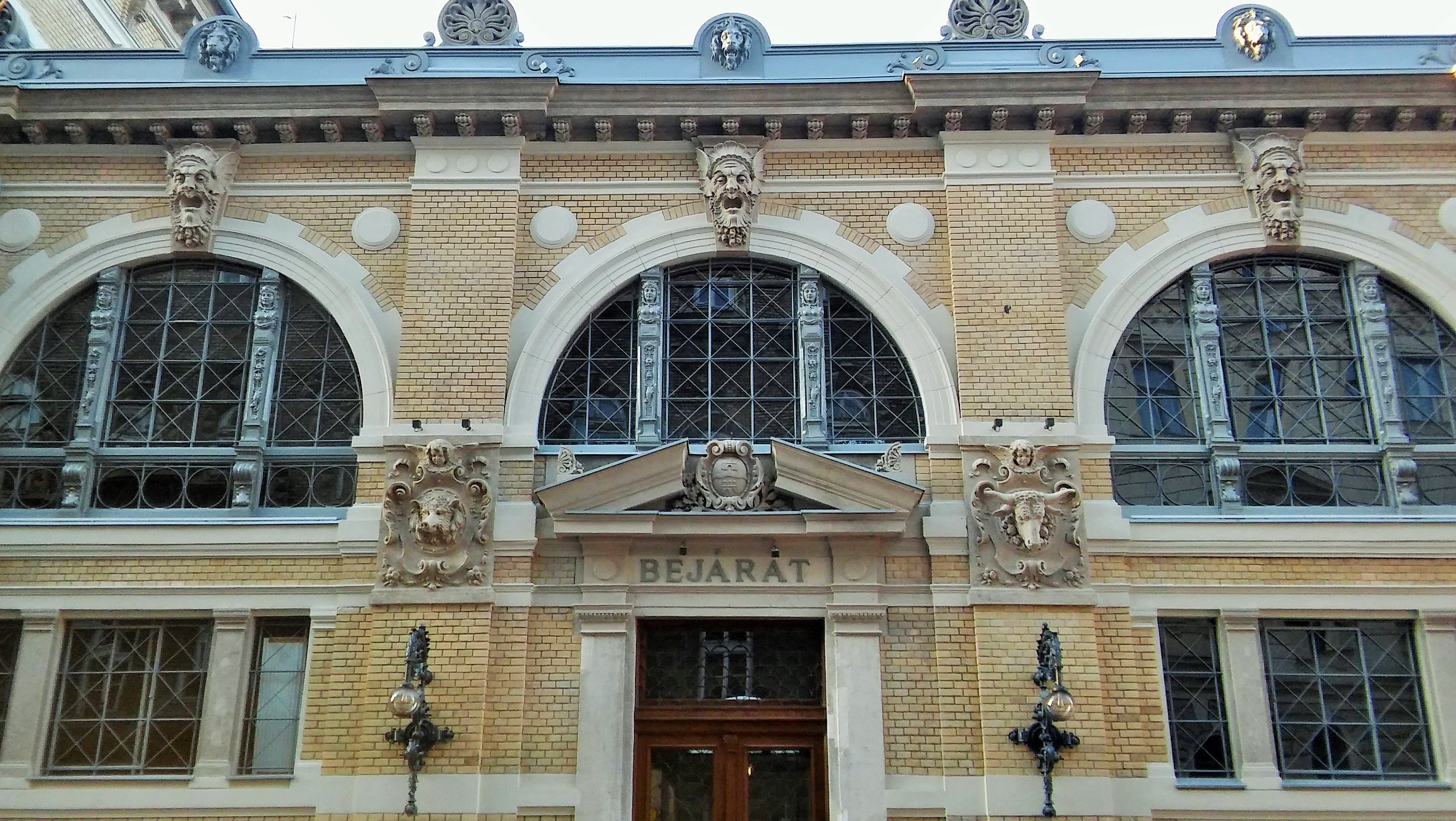
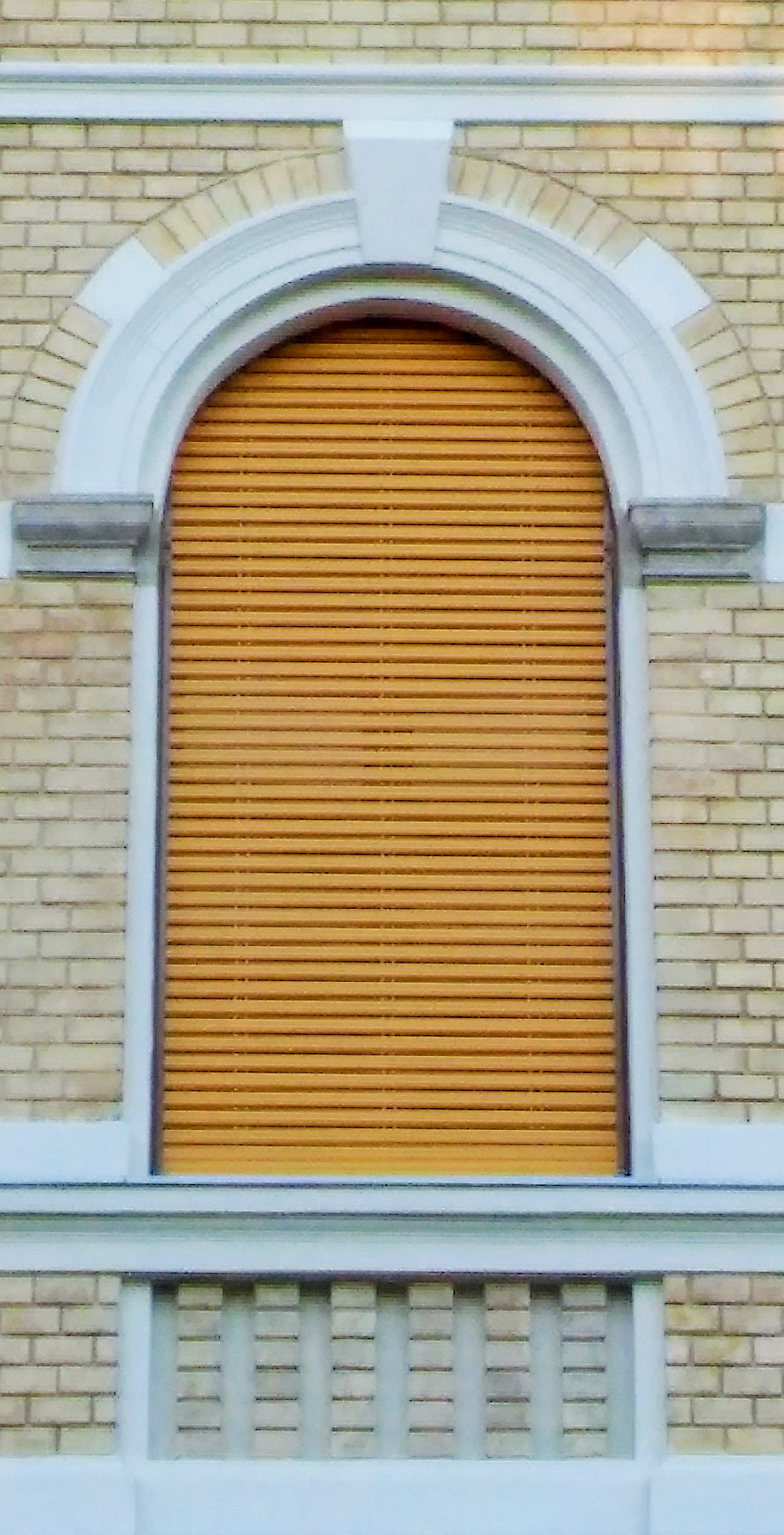
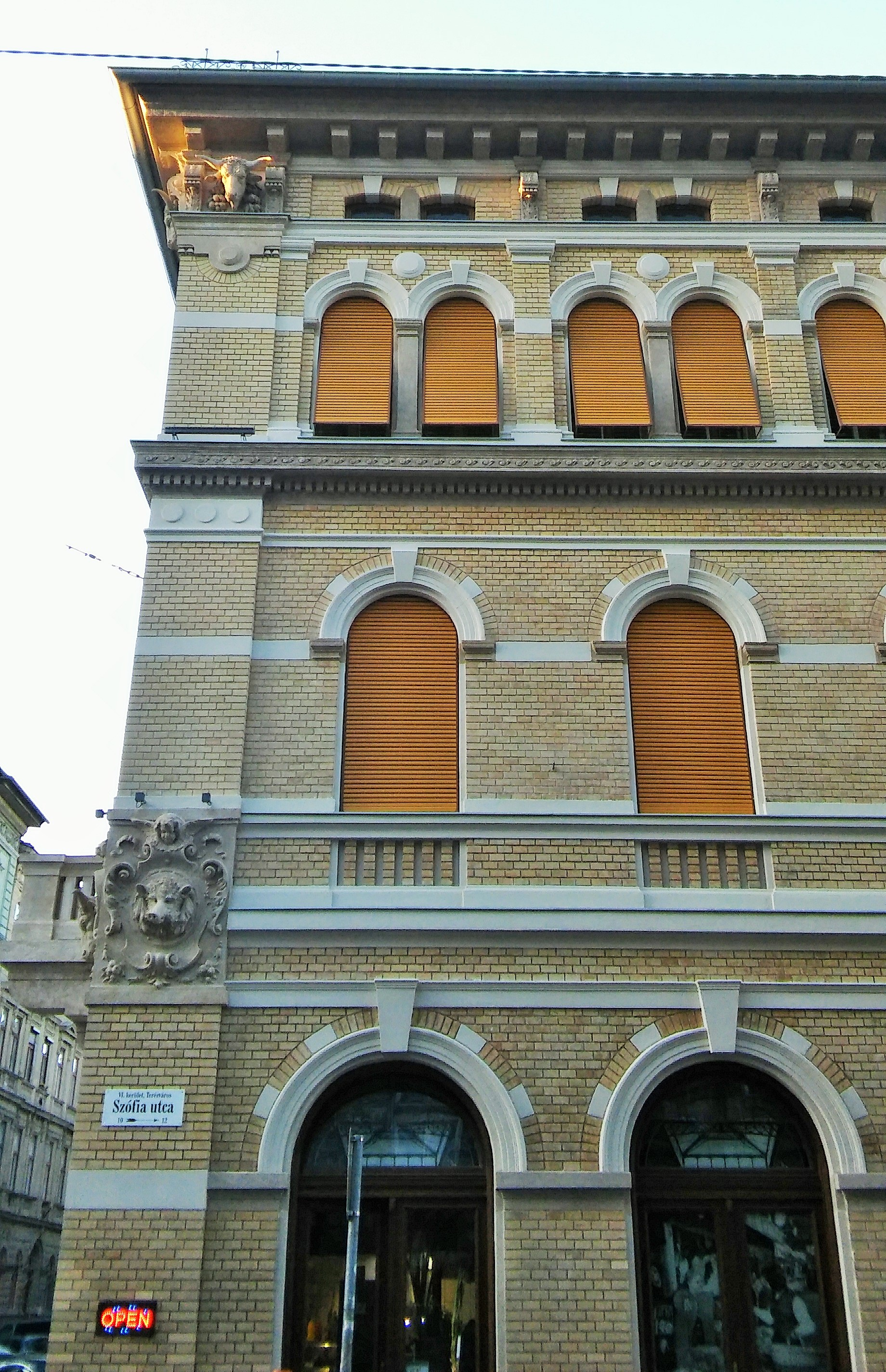